# M2 (пулемёт)
M2 — американский 12,7-мм крупнокалиберный пулемёт американского конструктора-изобретателя Джона Браунинга.

## История
M2 был разработан в 1932 году на основе крупнокалиберного пулемёта Browning M1921, который начал проектироваться на завершающей стадии Первой мировой войны.
В 1927—1932 годах доктором Сэмюэлем Грином (Samuel G. Green), работавшим в Спрингфилдском арсенале, были проведены всесторонние исследования и испытания недостатков и преимуществ 12,7-мм пулемёта Browning M1921 применительно к требованиям Вооружённых сил США (ВС США). Результатом его работы стала предложенная им схема универсальной ствольной коробки со сменными стволами и возможностью подачи патронной ленты как с левой, так и с правой стороны (на Browning M1921 — только с левой), сочетавшая в себе возможности применения в семи различных типах пулемётных установок: в армейских или флотских зенитных установках с водяным охлаждением, в пехотном или башенном варианте с толстостенным стволом (так называемым «тяжёлым стволом»), а также в авиационных установках (неподвижных, подвижных некругового вращения, турельных и т. п.), которые можно было за считанные минуты адаптировать для любого конкретного применения. В 1932 году ствольная коробка на основе предложенной доктором Грином была разработана компанией «Кольт» (Colt’s Patent Firearms Manufacturing Company), при этом была увеличена сила приводной пружины для возможности применения более мощного патрона, что позволяло использовать более длинный ствол, обеспечивавший бо́льшую начальную скорость пули.
Благодаря финансированию программы со стороны ВМС США (Армия США не смогла выделить необходимые средства), в начале 1933 года компания «Кольт» для Главного управления вооружения ВМС США изготовила опытные образцы модернизированных 12,7-мм пулемётов Browning M1921 с новой ствольной коробкой: 2 с водяным охлаждением (позже получившие обозначение M1921A1), 2 авиационных пулемёта с воздушным охлаждением (позже получившие обозначение M1921E2) и 2 пулемёта с «тяжёлым стволом», после чего все они были подвергнуты всесторонним испытаниям на различных полигонах ВС США. После завершения испытаний новая ствольная коробка была доработана: был внедрён затыльник гораздо большего диаметра с использованием соответствующих тарельчатых шайб, впоследствии была увеличена и длина патронной ленты, грузоподъемность которой возросла с 17 до 35 фунтов. В 1933 году компания «Кольт» по заказу Управления вооружения Армии США начала серийное производство новых 12,7-мм пулемётов под обозначением Browning M2. Версия с «тяжёлым стволом» (англ. heavy barrel или HB) воздушного охлаждения получила обозначение Browning M2HB.
Принятая на вооружение в 1933 году версия авиационного пулемёта со стандартным («лёгким») стволом воздушного охлаждения в перфорированном кожухе, получившая обозначение Browning AN/M2 (AN — Army/Navy), широко применялась в военной авиации США во время Второй мировой войны, как истребительной (Curtiss P-40, Republic P-47, North American P-51, рекордным для истребителя является установка восьми пулемётов AN/M2 на истребителе-штурмовике P-47 Thunderbolt), так и бомбардировочной. В последнем случае пулемёт использовался и для атак наземных целей (когда средние бомбардировщики и тяжелые штурмовики оснащались батареями по 8 стволов, рекордсмен Douglas A-26 мог нести до 14), и как оборонительное вооружение в одиночных, спаренных и счетверенных установках, турельных и башенных. Защитное вооружение бомбардировщика Boeing B-17 «Летающая крепость» состояло из 13 единиц AN/M2 Browning.
В 1945 году на вооружение ВС США была принята модернизированная версия 12,7-мм пулемёта Browning AN/M2, получившая обозначение Browning AN/M3, которая при практически тех же массе и габаритах имела примерно в 1,5 раза увеличенную скорострельность.
В 1946 году конструкция авиационного пулемёта была усовершенствована (что позволило снизить массу оружия на 675 грамм).
Различные модификации этого пулемёта широко использовались армией США с 1930-х годов по сегодняшний день, в течение Второй мировой, Корейской, Вьетнамской, Иракской и других войн. Этот пулемёт состоит на вооружении многих стран НАТО и ряда других государств. Он, с очень немногочисленными модификациями, остаётся в использовании дольше, чем любые другие ручные типы вооружения в США. По конструкции подобен пулемёту Browning M1919.

### Эксплуатация
Состоит на вооружении ряда стран вплоть до настоящего времени.
Пулемёт имеет много официальных обозначений, в частности для современной пехотной модификации Browning Machine Gun, Cal. .50, M2, HB, Flexible. Эффективен против пехоты, небронированного и легкобронированного транспорта, а также авиации на малых высотах.
Пуля типа .50 BMG меньше подвержена воздействию ветра, по сравнению с более лёгкими пулями меньших калибров, и широко применяется в крупнокалиберных снайперских винтовках.

## Зенитный пулемёт
Зенитный пулемёт M2HB танка M46 снабжался диоптрическим прицелом и размещался в съёмной вертлюжной турельной установке, на стойке впереди или позади люка командира, чтобы обеспечивать стрельбу, соответственно, в лобовом или кормовом секторах. Хотя пулемёт предназначался для использования в качестве зенитного, в реальности чаще всего он применялся как оружие с высокой маневренностью огня для стрельбы по наземным целям. Стрельбу из пулемёта командир вёл стоя в открытом люке, что делало его уязвимым для стрелкового оружия.
В ходе войны некоторые экипажи заменяли одиночный зенитный пулемёт на спаренную 12,7-мм установки, а иногда и заменяли 7,62-мм курсовой пулемёт на 12,7-мм M2, предпочитая последний из-за лучшей точности на бо́льших дистанциях и большего поражающего действия.

## Снайперская стрельба из M2
Пулемёт M2 использовался и для снайперской стрельбы на большие дистанции, с использованием оптического прицела. Такая практика началась в Корейскую войну, но наибольшую известность получил снайпер морской пехоты США Карлос Хэскок во Вьетнаме. Используя прицел Unertl и раму своей конструкции, он мог быстро превратить свой пулемёт в снайперскую винтовку. При стрельбе одиночными он попадал по целям размером с человека на дистанции более 2000 ярдов (1830 м), то есть вдвое дальше, чем для обычных винтовок (.30-06 Winchester Model 70). Он установил рекорд, продержавшийся до 2002 года, поразив цель (попадание было подтверждено) на 2460 ярдов, то есть 2250 м.

## Производство
Сначала производством пулемёта занималось государственное казённое предприятие Рок-Айлендский арсенал. Перед вступлением США во Вторую мировую войну заказы на серийное производство пулемётов были также размещены на заводах оружейных компаний:
Colt’s Patent Fire Arms Co. (Хартфорд, Коннектикут), High Standard Co. (Хьюстон, Техас), Savage Arms Corp. (Уэстфилд, Массачусетс), Buffalo Arms Corp. (Буффало, Нью-Йорк). В работу включилась компания-производитель колёс для всех видов техники Kelsey Hayes Wheel Co. (Детройт и Ромьюлус, Мичиган). Гидравлические приводы пулемётных установок для самолётов были разработаны и производились United Shoe Machinery Corporation (Бостон, Массачусетс) по заказу Лаборатории авиационных вооружений. Компании-производители автозапчастей Oldsmobile в Лансинге, Мичиган, AC Spark Plug в Флинте, Мичиган, Frigidaire в Дейтоне, Огайо (все три были подразделениями корпорации General Motors) переориентировались на выпуск авиационной модели пулемёта.
За время Второй мировой было выпущено более 400 тыс. ед. пехотного варианта Browning M2.
Впоследствии, лицензионное производство пулемёта велось и за рубежом:
- Бельгия: производится компанией FN Herstal;[13]
- Великобритания: производится компанией Manroy Engineering;[14]
- Индонезия: производится компанией Pindad под индексом SMB-1;[15]
- Республика Корея: производится компанией S&T Dynamics под индексом K6;[16]
- США: производится компанией U.S. Ordnance.[17]
- Финляндия: бывший производитель. Производился ограниченной серией в годы Второй мировой войны под индексом 12,7 Lkk/42 VKT компанией Valtion Kivääritehdas.[18]
- Швейцария: производится фирмой Astra Defense под индексом MG127[19].

## В компьютерных играх
- Arma
- Arma 2
- Arma 3
- Battlefield
- Black Mesa
- Call of Duty
- Far Cry 2
- Fallout Tactics: Brotherhood of Steel
- Fallout 76
- Half-Life
- IGI 2: Covert Strike
- Left 4 Dead 2
- NAM
- Operation Flashpoint
- The suffering: Prison is hell
- Sniper: Ghost Warrior
- Squad (игра)
- Vietcong
- World of Warplanes
- War Thunder
- Wargame: AirLand Battle
- Wargame: European Escalation
- Wargame: Red Dragon
- Ил-2: Штурмовик
- С реальным функционированием 3D модели Браунинг M2 можно ознакомиться в оружейном симуляторе-игре «World of Guns:Gun Disassembly».

## Варианты и модификации
- Browning M2 — базовая версия 1933 года с «лёгким стволом» водяного охлаждения.
- Browning AN/M2 — версия 1933 года с «лёгким стволом» воздушного охлаждения в перфорированном кожухе.
- Browning AN/M3 — модернизированная версия 1945 года пулемёта Browning AN/M2 с увеличенной в 1,5 раза скорострельностью.
- Browning M2HB — версия 1933 года с толстостенным («тяжёлым») стволом воздушного охлаждения.
- Browning M2HB TC3 — NSN 1005-33-200-5378, Испания.
- Browning M2HB E-1 — NSN 1005-33-200-5376, Испания.
- Browning M2HB QCB — NSN 1005-01-649-9299.
- Browning M2HQCB — модификация обр. 1984 года, разработанная FN Herstal для бельгийской армии и принятая на вооружение странами НАТО[20].
- Browning M2A1 — модификация, разработанная для вооружённых сил США[21]. Фактически, первая модификация пулемёта, с момента принятия на вооружение. Имеет быстросменный ствол с пламегасителем и рукояткой, предыдущий вариант требовал большого времени и сноровки для смены ствола, так как было необходимо регулировать зазор между затвором и патронником. Принят на вооружение 15 октября 2010 года.
  - Browning M2A1-100E — NSN 1005-01-695-0586, присвоен 12 мая 2021 года.

## Галерея

M2 в вооружённых силах
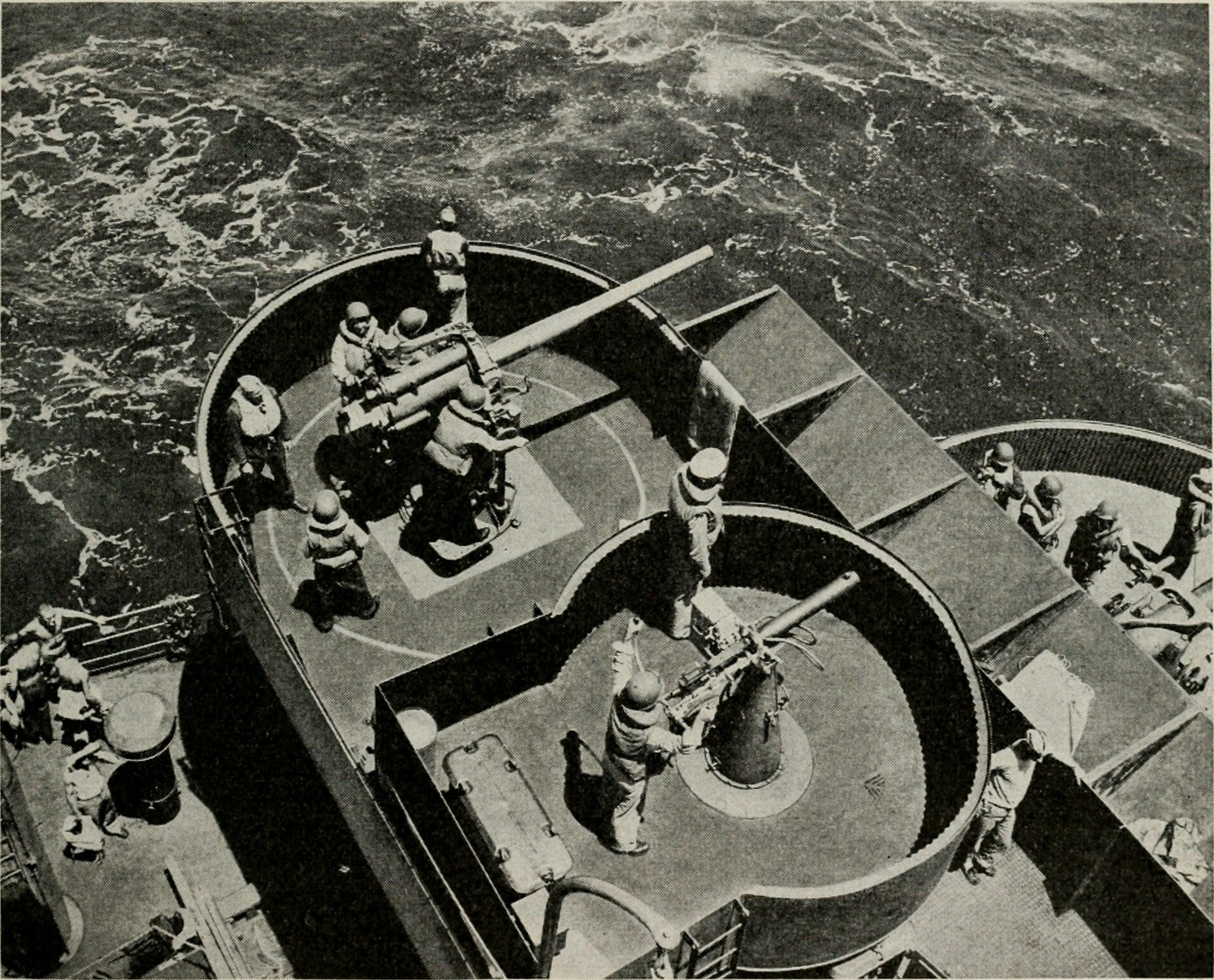
12,7-мм пулемёт Browning M2 водяного охлаждения рядом с артиллерийским орудием калибра 3"/50 на войсковом транспорте ВМС США; примерно 1943 год.
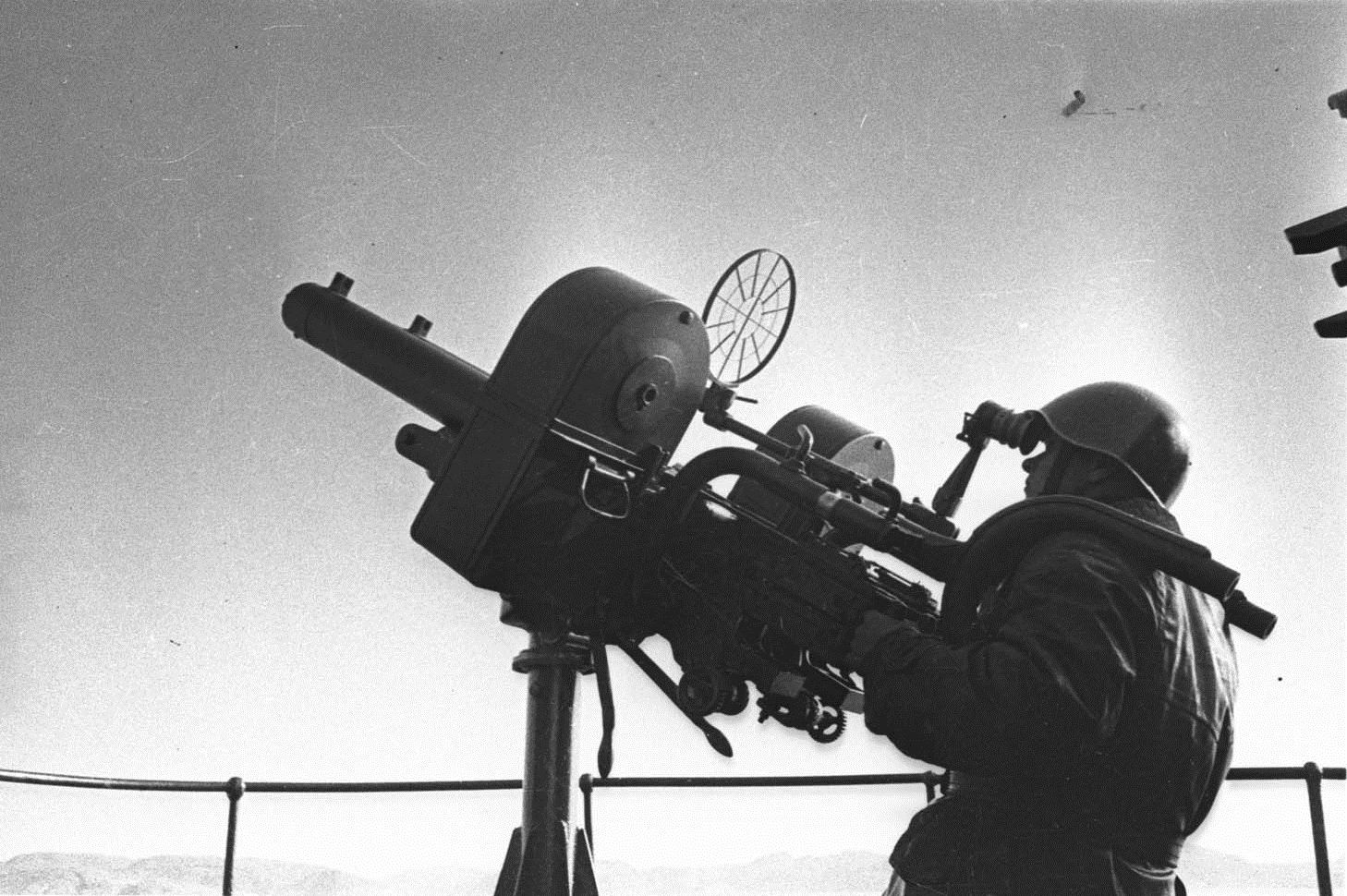
12,7-мм спаренная установка с пулемётами Browning M2 водяного охлаждения, установленная на советском военном корабле (поставлялись в СССР по ленд-лизу во время Второй мировой войны); 1942 год.
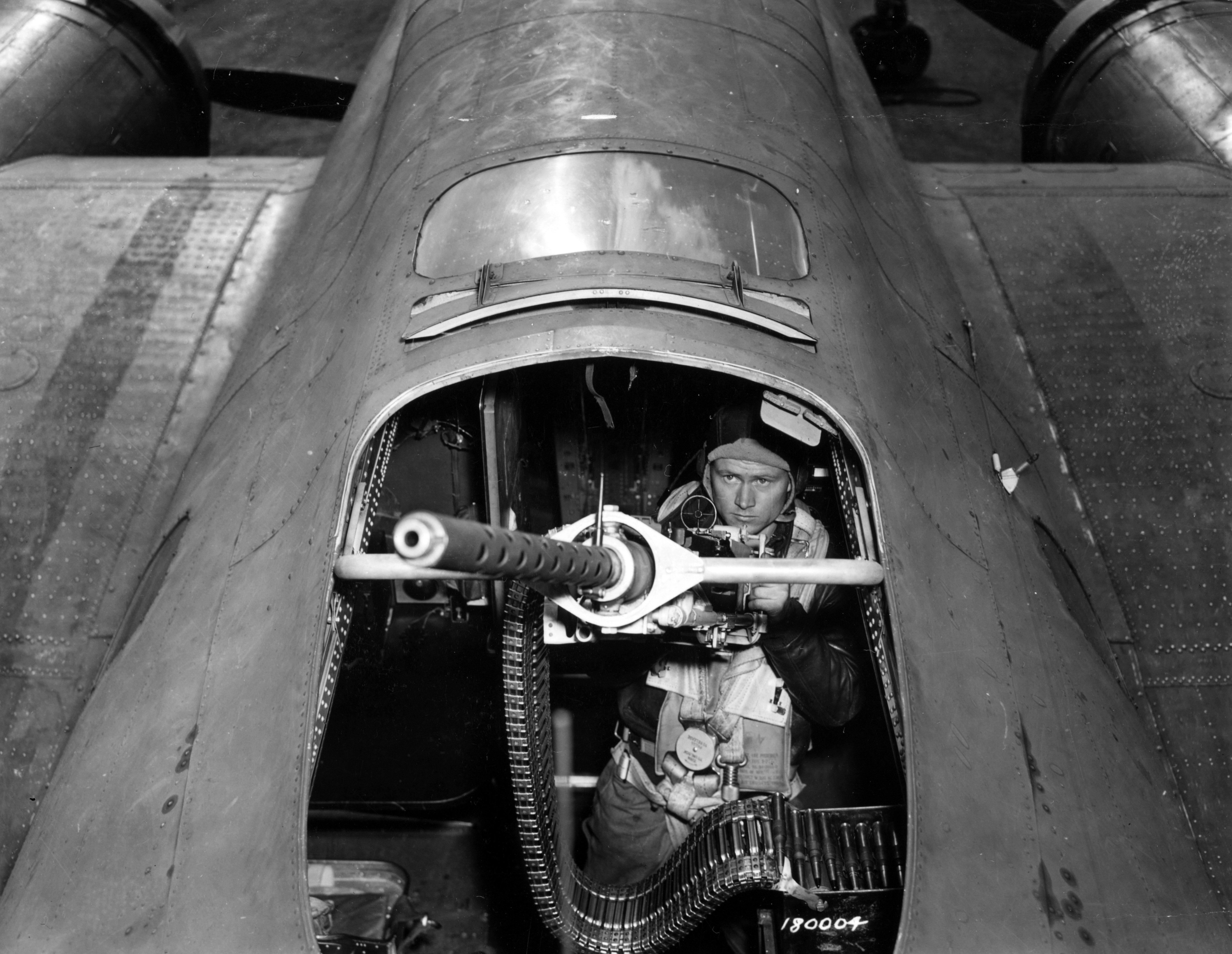
Хвостовой стрелок верхней полусферы с 12,7-мм пулемётом Browning AN/M2 на бомбардировщике Boeing B-17; 1943 год.
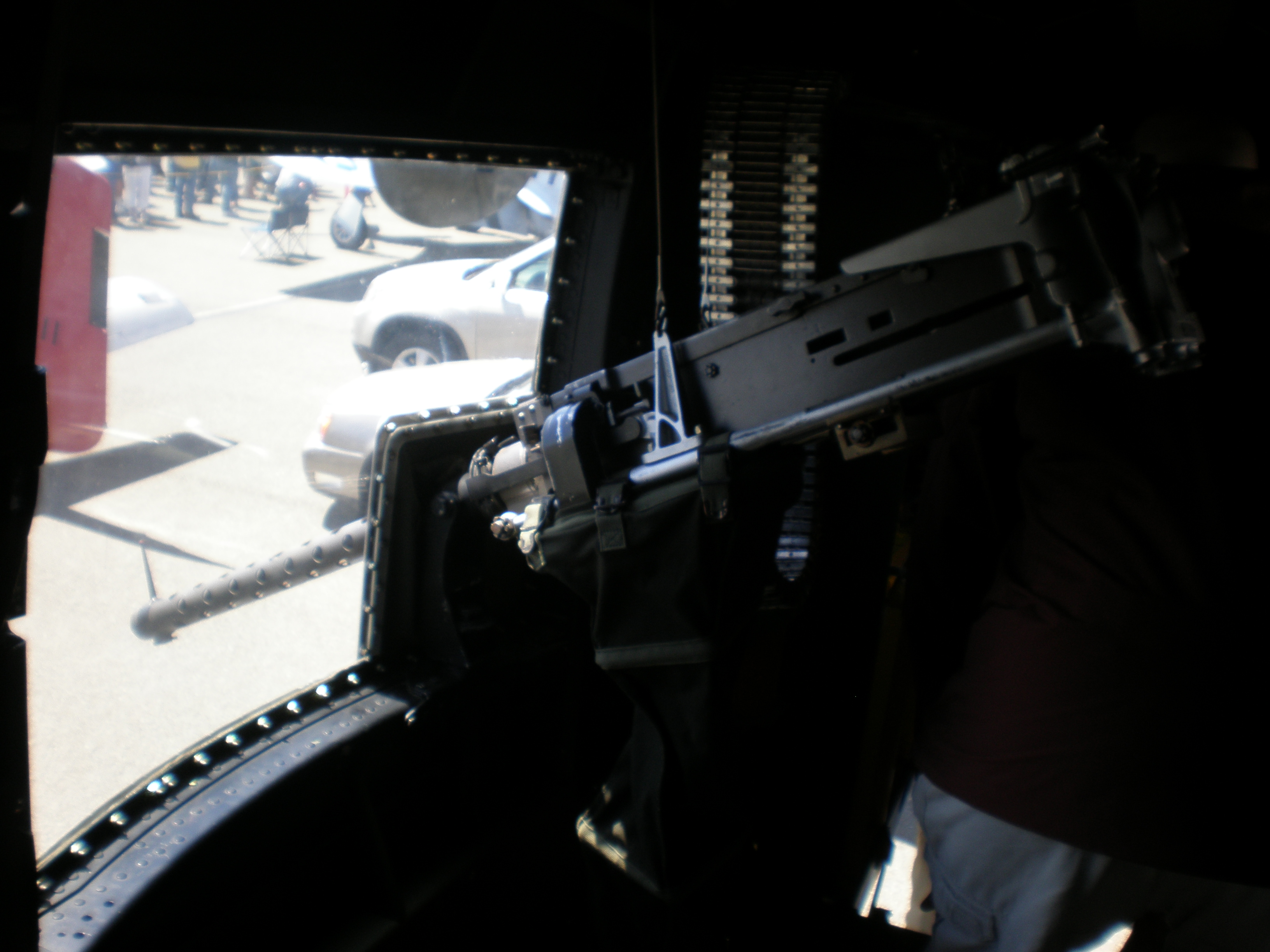
12,7-мм пулемёт Browning AN/M2 бортового стрелка на бомбардировщике North American B-25J; выставка техники Pacific Coast Dream Machines в аэропорту «Хаф-Мун-Бэй» (Сан-Матео), 2008 год.
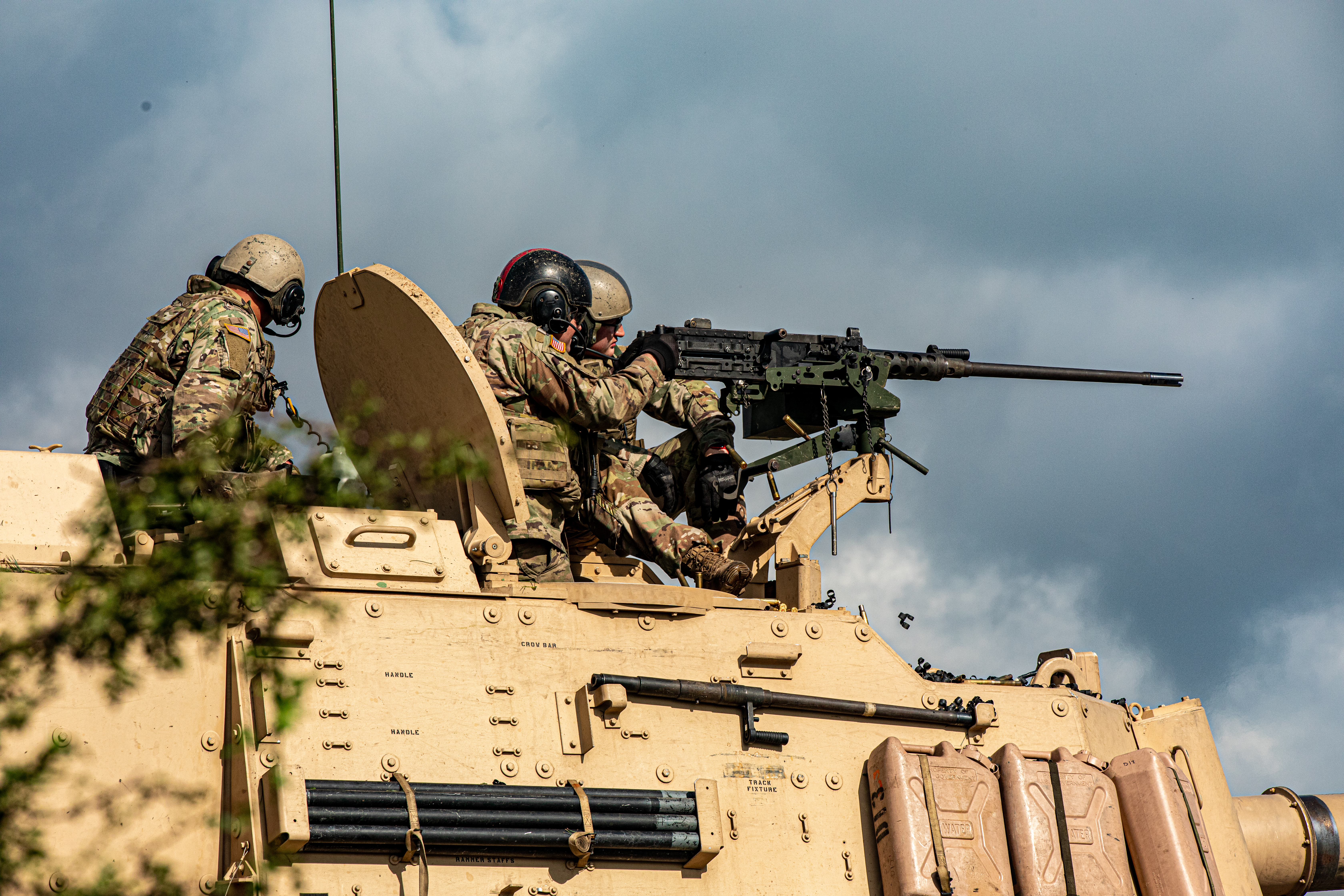
M2HB на САУ M109A7 1-й бригады 1-й пехотной дивизии; Торуньский полигон, 25 августа 2021 года.
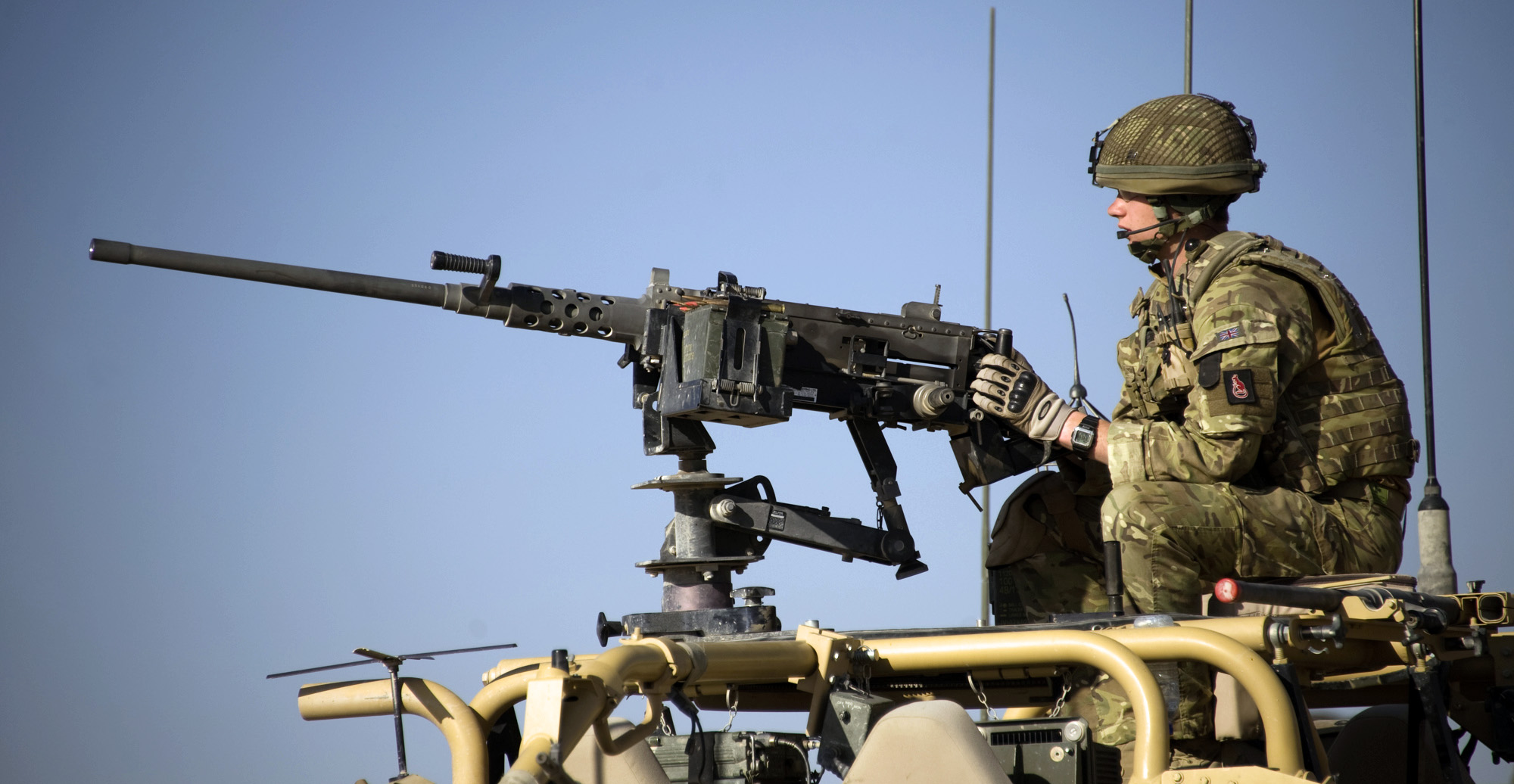
M2HB на Jackal 2 Дворцовой кавалерии во время патрулирования около города Гиришк в провинции Гильменд (Афганистан); 31 марта 2011 года.
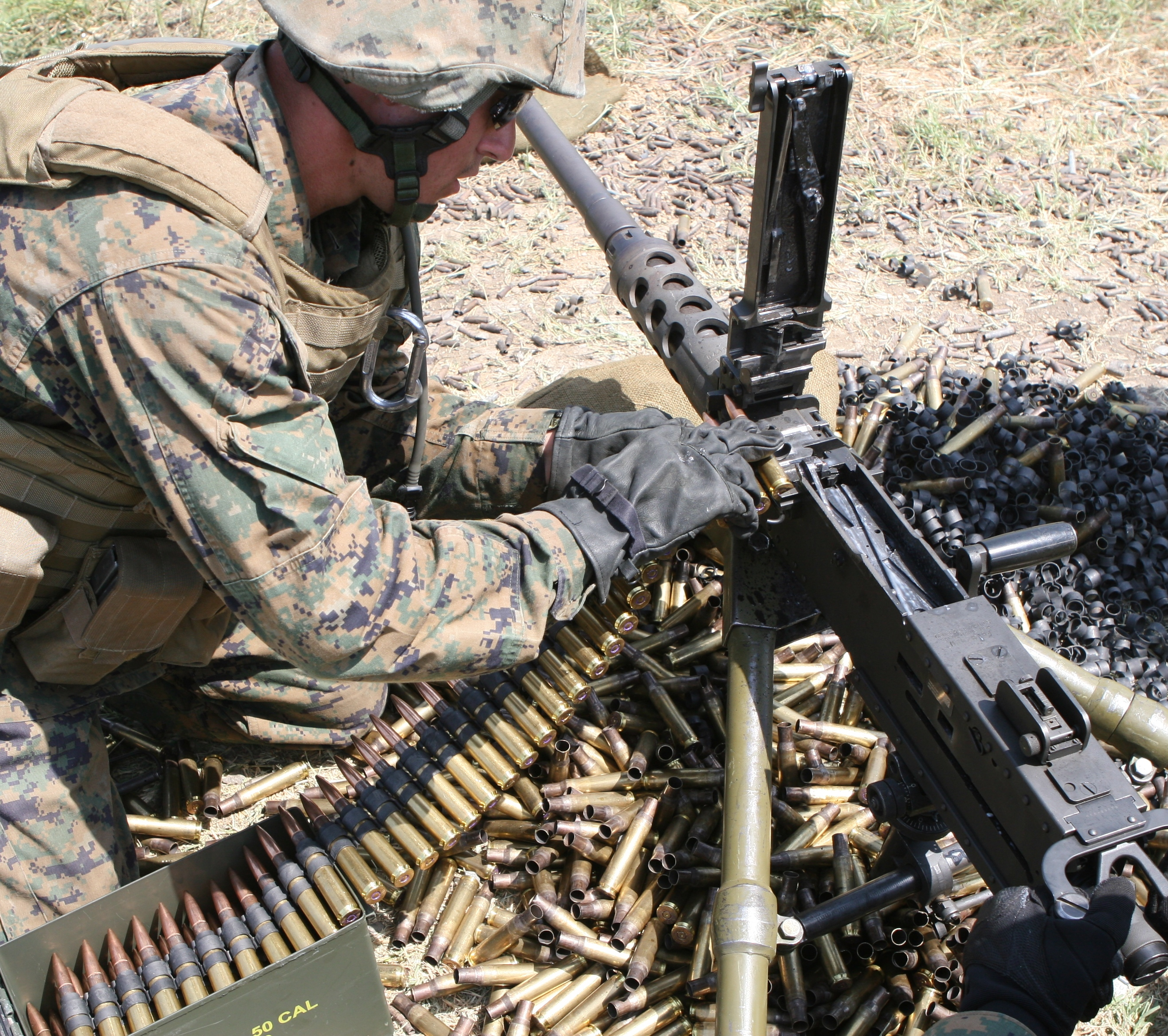
Перезарядка пулемёта M2HB морским пехотинцем 4-й дивизии морской пехоты во время учений Agile Spirit 2011; «Вазиани», 25 июля 2011 года.
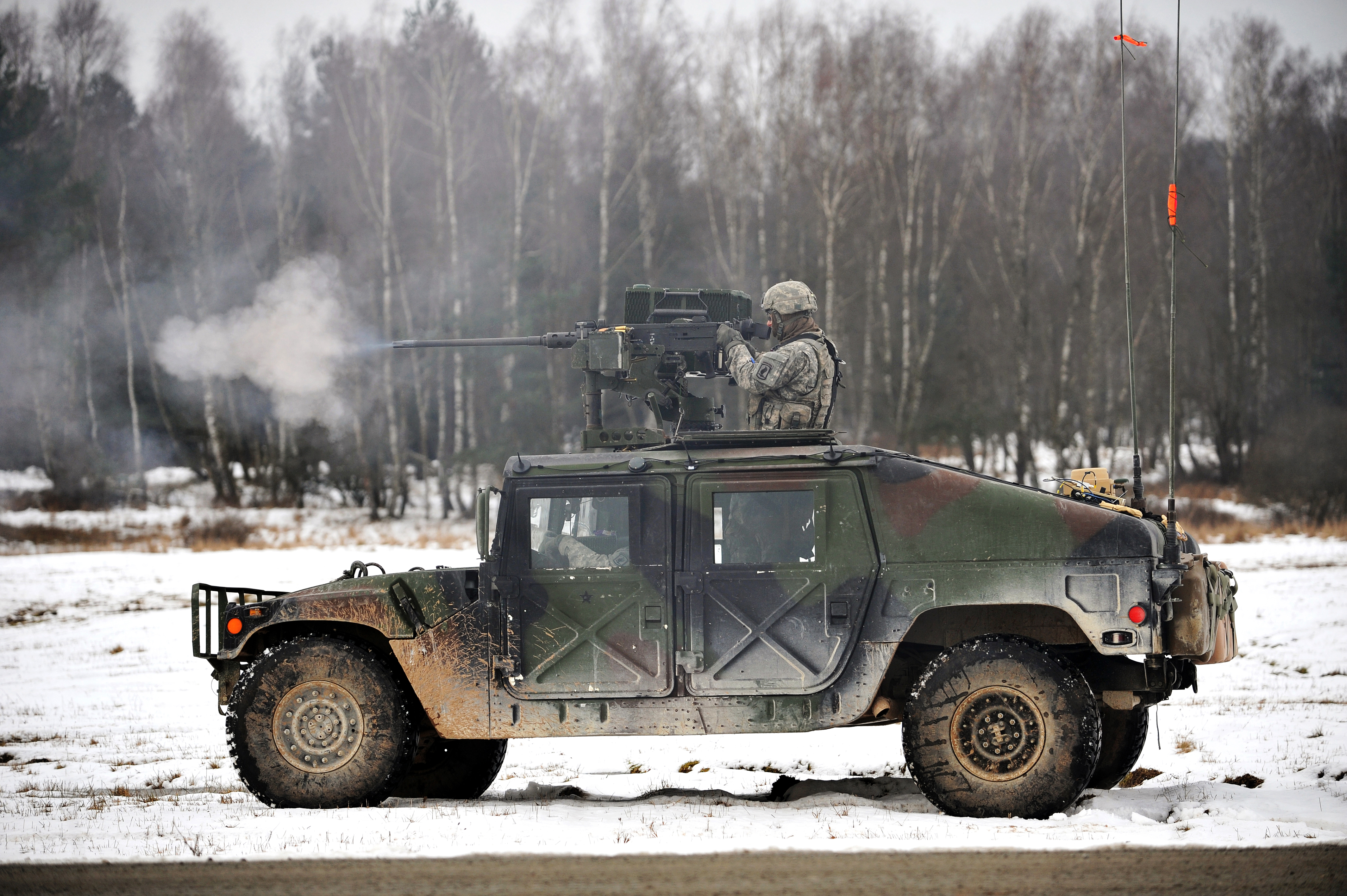
M2HB на HMMWV 173-й воздушно-десантной бригады США на полигоне «Графенвёр» (Германия); 4 февраля 2014 года.
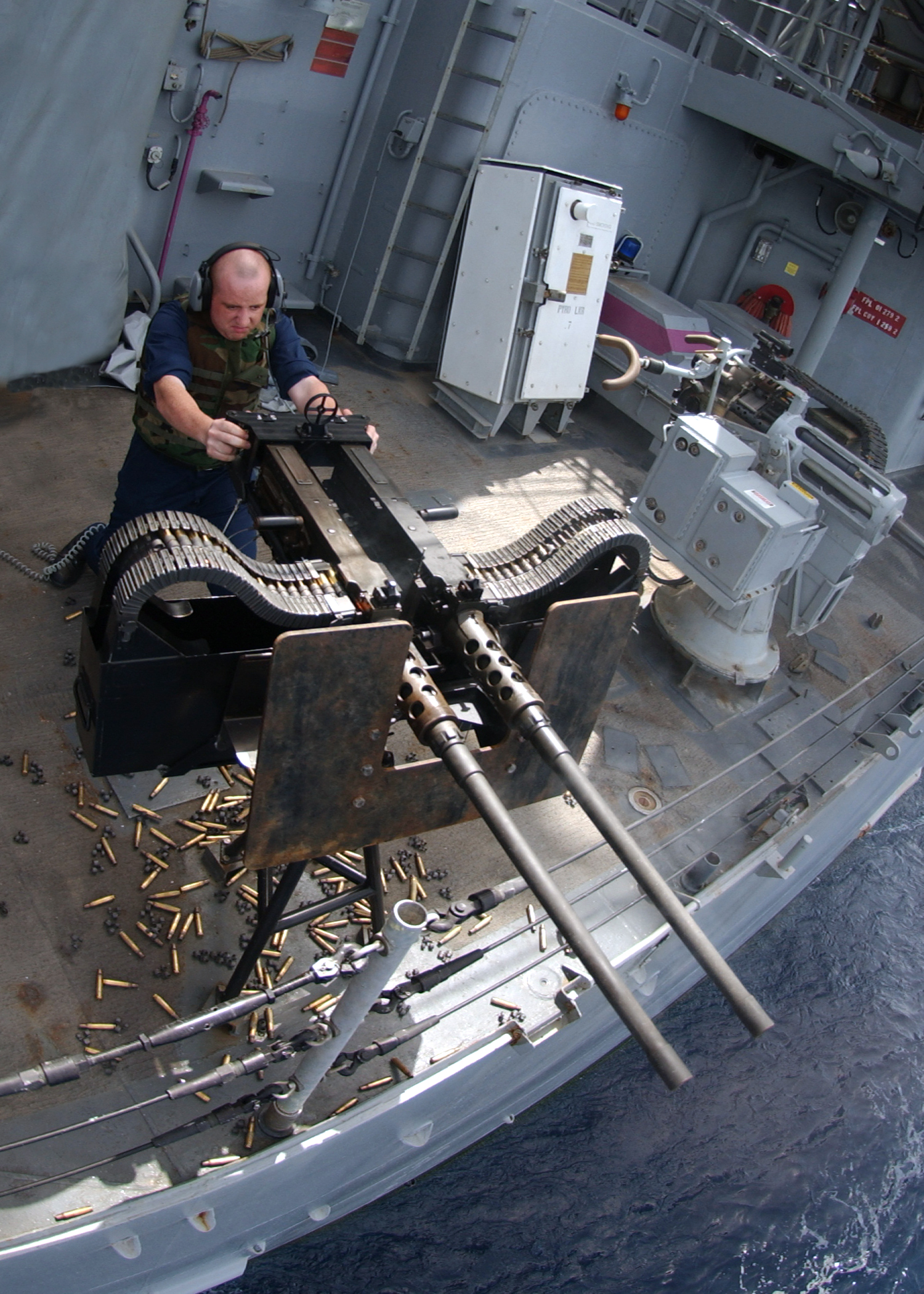
12,7-мм спаренная установка с пулемётами Browning M2HB на ракетном крейсере USS Normandy (CG-60) типа «Тикондерога»; 2005 год.

### Комментарии
1. ↑  На тот период военная авиация США входила в состав либо Армии, либо ВМС США (не считая авиации Береговой охраны США[3] и авиации Корпуса морской пехоты США). ВВС США были выделены в самостоятельный вид вооружённых сил лишь в 1947 году.